# Traulia nigrifurcula
Traulia nigrifurcula är en insektsart som beskrevs av Zheng, Z. och G. Jiang 2002. Traulia nigrifurcula ingår i släktet Traulia och familjen gräshoppor. Inga underarter finns listade i Catalogue of Life.